# Johan Wichers
Johan Wichers (Rheine (Duitse Keizerrijk), 12 mei 1887 – Enschede, 22 november 1956) was een Nederlands componist en musicus.

## Levensloop
Johan werd in Rheine geboren, waar zijn ouders vanuit Nederland waren gaan wonen en werken, vanwege de slechte economische omstandigheden in Nederland. In 1905 ging Johan naar Nederland om de dienstplicht te vervullen. Hij was onder andere in het Corps van de paardrijdende Artillerie. Na in Oosterhout, Winterswijk en Denekamp gewoond te hebben, vestigde hij zich in Oldenzaal.
Hij was vanaf 1905 trompetter in het harmonieorkest in Nordhorn.
Ondanks dat hij geen conservatorium of enige muzikale scholing had genoten, wist hij zich tot een beroemde componist van marsmuziek op te werken. Ook werd hij wel De Marsenkoning genoemd. Johan Wichers is in 1928 met het componeren begonnen en heeft meer dan 70 marsen op zijn naam staan. Bekende marsen van zijn hand zijn o.a. Mars der Medici, Glück Auf, Aan mijn volk en vele andere.
Vaak hadden zijn marsen een persoonlijke ervaring of belevenis als achtergrond, zo schreef hij de Mars der Medici als dank aan de medici, die na een langdurig verblijf van hem in het ziekenhuis, voor zijn herstel hadden gezorgd. Dit is wel een van zijn bekendste marsen ter wereld geworden, die zelfs door Amerikaanse en Japanse korpsen van naam en faam in hun repertoire is opgenomen.
Van 1930 tot 1956 was hij lid van de Koninklijke Muziekvereniging Semper Crescendo te Oldenzaal, waar hij trompet en waldhoorn speelde en jarenlang instructeur van het klaroenkorps was. Binnen deze vereniging en ook landelijk was hij in de blaasmuziekwereld beter bekend onder de naam Pa Wichers. De door hem gecomponeerde marsen worden over de gehele wereld gespeeld.
Johan Wichers is op 22 november 1956 in Enschede overleden.

## Een collectie van zijn marsen
- 1938 Mars der Medici[1][2]
- 1953 Clarinettisten Polka, voor twee klarinetten en harmonieorkest
- Aan mijn Volk
- Alla Marcia
- Als de lieve lente komt!, voor piccolo solo en harmonieorkest
- Baritonnisten Mars
- Fanfaren Mars
- Glück Auf[3]
- Gouden Parade (opgedragen aan de Heer R. Berger)
- Herauten Mars
- Imperator
- In rechte Baan
- Junioren Mars
- Marathon Mars
- Met Roem en Eer
- Met vaste hand
- Met volle Kracht
- Naar hoger doel, op. 26
- Overlord
- Semper Felicidad
- Triomfator
- Veteranen Mars
- Wij Feliciteren